# Le Devoir (film, 1908)
Pour les articles homonymes, voir Le Devoir (homonymie).
Pour plus de détails, voir Fiche technique et Distribution.
Le Devoir est un film muet français réalisé par Louis Feuillade, sorti en 1908.

## Fiche technique
- Titre : Le Devoir
- Réalisation : Louis Feuillade
- Scénario :
- Société de production : Société des Etablissements L. Gaumont
- Pays de production :  France
- Format : Noir et blanc — 35 mm — 1,33:1 — Muet
- Genre :
- Métrage :
- Durée :
- Date de sortie : 
  - France : 1908

## Distribution
- Alice Tissot
- Maurice Vinot
- Renée Carl